# Velika nagrada Bahrajna
Velika nagrada Bahrajna (arabsko جائزة البحرين الكبرى) je dirka svetovnega prvenstva Formule 1, ki se odvija na dirkališču Bahrain International Circuit v kraju Sahir v Kraljevini Bahrajn. Uvedena je bila v sezoni 2004 kot prva dirka v zgodovini Formule 1, ki je bila prirejena na Bližnjem vzhodu.

## Zgodovina
Premierna dirka za Veliko nagrado Bahrajna se je odvijala 4. aprila 2004 ter je bila na sporedu kot tretja dirka v sezoni 2004. Zmago je dosegel Michael Schumacher v dirkalniku moštva Ferrari. Po koncu sezone 2004 je FIA tej dirki podelila nagrado za najboljše organizirano dirko sezone.
Velika nagrada Bahrajna je do sezone 2008 redno potekala kot tretja na sporedu ter se je odvijala v prvi polovici aprila. Izjema je bila sezona 2006, ko je z Veliko nagrado Avstralije zamenjala termin in potekala 12. marca kot prva dirka Formule 1 v novem letu.
V sezoni 2009 je bila Velika nagrada Bahrajna na sporedu 26. aprila kot četrta dirka v tem letu, potem ko je bil termin za Veliko nagrado Kitajske prestavljen z oktobra na april. V sezoni 2010 je bila Velika nagrada Bahrajna prvič po štirih letih prva dirka na sporedu. Tega leta se je odvijala 14. marca in doslej edinikrat potekala po daljši »vzdržljivostni stezi«, saj dirkališče Bahrain International Circuit ponuja šest možnih konfiguracij steze.
V sezoni 2011 je bila Velika nagrada Bahrajna znova načrtovana kot uvodna dirka sezone, preden je bila zaradi protestov v državi odpovedana. Vrnila se je že v naslednji sezoni 2012, ko je bila četrta na sporedu. Takrat je bila deležna kritik zaradi pogostih poročanj o kršitvah človekovih pravic s strani bahrajnskih oblasti.
Med sezonama 2013 in 2019 je bila Velika nagrada Bahrajna na sporedu kot druga, tretja ali četrta preizkušnja sezone. V sezoni 2014 je praznovala svojo deseto obletnico in prvič potekala v večernem terminu pod reflektorji. Tudi vse naslednje dirke so bile prirejene v večernem terminu ter je nočno dirkanje v Bahrajnu postalo tradicija.
V sezoni 2020 je bila načrtovana za 22. marca kot druga dirka na sporedu, po Veliki nagradi Avstralije, nato pa je bil začetek sezone zaradi izbruha pandemije koronavirusne bolezni 2019 prestavljen na julij. Ko se je sezona začela, je bila Velika nagrada Bahrajna prestavljena na njen konec ter je potekala 29. novembra kot petnajsta od sedemnajstih dirk. Teden dni po Veliki nagradi Bahrajna 2020 je isto dirkališče gostilo še šestnajsto dirko tega leta za Veliko nagrado Sahirja, ki pa je potekala po krajši in hitrejši »zunanji stezi«.
Od sezone 2021 je Velika nagrada Bahrajna znova na sporedu kot prva dirka Formule 1 v novem letu. Pred začetkom sezone 2022 je bilo sporočeno, da je bila pogodba za organizacijo dirk podaljšana do leta 2036.

## Zmagovalci
| Leto | Dirkač             | Konstruktor                | Dirkališče | Poročilo |
| ---- | ------------------ | -------------------------- | ---------- | -------- |
| 2025 | Oscar Piastri      | McLaren-Mercedes           | Sahir      | Poročilo |
| 2024 | Max Verstappen     | Red Bull Racing-Honda RBPT | Sahir      | Poročilo |
| 2023 | Max Verstappen     | Red Bull Racing-Honda RBPT | Sahir      | Poročilo |
| 2022 | Charles Leclerc    | Ferrari                    | Sahir      | Poročilo |
| 2021 | Lewis Hamilton     | Mercedes                   | Sahir      | Poročilo |
| 2020 | Lewis Hamilton     | Mercedes                   | Sahir      | Poročilo |
| 2019 | Lewis Hamilton     | Mercedes                   | Sahir      | Poročilo |
| 2018 | Sebastian Vettel   | Ferrari                    | Sahir      | Poročilo |
| 2017 | Sebastian Vettel   | Ferrari                    | Sahir      | Poročilo |
| 2016 | Nico Rosberg       | Mercedes                   | Sahir      | Poročilo |
| 2015 | Lewis Hamilton     | Mercedes                   | Sahir      | Poročilo |
| 2014 | Lewis Hamilton     | Mercedes                   | Sahir      | Poročilo |
| 2013 | Sebastian Vettel   | Red Bull-Renault           | Sahir      | Poročilo |
| 2012 | Sebastian Vettel   | Red Bull-Renault           | Sahir      | Poročilo |
| 2010 | Fernando Alonso    | Ferrari                    | Sahir      | Poročilo |
| 2009 | Jenson Button      | Brawn-Mercedes             | Sahir      | Poročilo |
| 2008 | Felipe Massa       | Ferrari                    | Sahir      | Poročilo |
| 2007 | Felipe Massa       | Ferrari                    | Sahir      | Poročilo |
| 2006 | Fernando Alonso    | Renault                    | Sahir      | Poročilo |
| 2005 | Fernando Alonso    | Renault                    | Sahir      | Poročilo |
| 2004 | Michael Schumacher | Ferrari                    | Sahir      | Poročilo |